# Miliusa cuneata
Miliusa cuneata W. G. Craib – gatunek rośliny z rodziny flaszowcowatych (Annonaceae Juss.). Występuje naturalnie w Tajlandii oraz południowych Chinach (w południowej części prowincji Junnan). 

## Morfologia
PokrójZimozielone drzewo dorastające do 6 m wysokości. Gałęzie mają brązową barwę i są owłosione.
LiścieMają lancetowaty kształt. Mierzą 4–14 cm długości oraz 1,5–4,5 cm szerokości. Są mniej lub bardziej owłosione od spodu. Nasada liścia jest klinowa. Blaszka liściowa jest o tępym wierzchołku. Ogonek liściowy jest nagi i dorasta do 3–4 mm długości.
KwiatyZebrane po kilka w pęczki, rozwijają się w kątach pędów. Działki kielicha mają trójkątny lub lancetowaty kształt, są owłosione od wewnętrznej strony i dorastają do 2 mm długości. Płatki mają czerwoną barwę, wierzchołek od odgięty, wewnętrzne są nieco dłuższe od zewnętrznych (mierzą 3–4 mm długości). Kwiaty mają 6 pręcików z krótkimi nitkami pręcikowymi (filamentum). Owocolistki są owłosione o podłużnym kształcie.

## Biologia i ekologia
Rośnie na otwartych przestrzeniach w lasach. Występuje na wysokości od 500 do 1500 m n.p.m. Kwitnie w maju, natomiast owoce dojrzewają od czerwca do sierpnia.